# Liphistius suwat
Liphistius suwat is een spinnensoort uit de familie Liphistiidae. De soort komt voor in Thailand.